# Буйское сельское поселение (Бурятия)
Се́льское поселе́ние «Бу́йское» (бур. Буйын hомон) — муниципальное образование в Бичурском районе Бурятии.

## Население
| 2002  | 2011  | 2012  | 2013  | 2014  | 2015  | 2016  |
| ----- | ----- | ----- | ----- | ----- | ----- | ----- |
| 1141  | ↘1132 | ↘1120 | ↘1115 | ↘1098 | ↘1076 | ↘1061 |
| 2017  | 2018  | 2019  | 2020  | 2021  | 2023  | 2024  |
| ↗1065 | ↘1058 | ↘1034 | ↘1021 | ↘968  | ↘932  | ↘922  |

## Состав сельского поселения
В состав сельского поселения входят 2 населённых пункта:
| № | Населённый пункт | Тип населённого пункта       | Население |
| - | ---------------- | ---------------------------- | --------- |
| 1 | Буй              | село, административный центр | ↘659      |
| 2 | Узкий Луг        | село                         | ↗482      |